# Hexatoma atricornis
Hexatoma atricornis är en tvåvingeart som beskrevs av Alexander 1934. Hexatoma atricornis ingår i släktet Hexatoma och familjen småharkrankar. Inga underarter finns listade i Catalogue of Life.